# Алте Косте (Потенца)
Алте Косте (итал. Alte Coste) је насеље у Италији у округу Потенца, региону Базиликата.
Према процени из 2011. у насељу је живело 26 становника. Насеље се налази на надморској висини од 844 м.